# Psychotria hamiltoniana
Psychotria hamiltoniana är en måreväxtart som beskrevs av Charlotte M. Taylor. Psychotria hamiltoniana ingår i släktet Psychotria och familjen måreväxter. Inga underarter finns listade i Catalogue of Life.